# Office des Affaires étrangères (Allemagne)
Pour les articles homonymes, voir Ministère des Affaires étrangères et AA.
L'office des Affaires étrangères (en allemand : Auswärtiges Amt, abrégé en AA) est un ministère de la République fédérale d'Allemagne. Il a son siège principal à Berlin et son siège secondaire à Bonn. Il est responsable de la politique étrangère et européenne de l'Allemagne.
Son nom provient de la dénomination traditionnelle du ministère allemand des Affaires étrangères depuis la Confédération de l'Allemagne du Nord (1870) et l'Empire allemand (1871).
Il est dirigé par le ministre fédéral des Affaires étrangères. Le titulaire de ce poste est, depuis le 6 mai 2025, Johann Wadephul dans le cabinet Merz.

## Missions
L’office des Affaires étrangères forme, avec les représentations fédérales à l'étranger, ce que l'on appelle le service des Affaires étrangères ; il s'occupe des affaires étrangères de la Fédération en entretenant les relations de la République fédérale d'Allemagne avec les États étrangers ainsi qu'avec les institutions intergouvernementales et supranationales, les organisations internationales. Il est considéré comme le "centre névralgique de la diplomatie allemande, où sont élaborées des analyses et des conceptions de politique étrangère ainsi que des instructions d'action concrètes pour les représentations allemandes à l'étranger".
Parmi les approches visibles du "soin des relations extérieures" de ces dernières années, on peut citer la candidature de l'Allemagne à un siège permanent au Conseil de sécurité des Nations unies dans le cadre d'un paquet global de réformes de l'ONU en 2005, qui n'a pas encore obtenu la majorité qualifiée requise à l'Assemblée générale des Nations unies. 
Le ministère publie sur son site officiel des informations sur la politique étrangère de l'Allemagne ainsi que de nombreuses informations sur tous les pays du monde. Il fonctionne ainsi comme une autorité directement accessible aux citoyens.

### Fonctions
Il représente les intérêts de l'Allemagne dans le monde, contribue aux échanges internationaux et assure la protection et le bien-être des Allemands à l’étranger.[réf. nécessaire]

### Organisation
Il est organisé en onze sections :
- section 1 : Section centrale ;
- section 2 : Section politique ;
- section 2A : Délégué du Gouvernement fédéral pour les questions de désarmement et de contrôle des armements ;
- section 3 : Section politique ;
- section E : Section européenne ;
- section GF : Questions mondiales, Nations unies, droits de l’homme, aide humanitaire ;
- section 4 : Économie et développement durable ;
- section 5 : Section juridique ;
- section 6 : Politique culturelle et éducative étrangère ;
- section K : Communication, relations publiques, médias ;
- section 7 : Protocole.

Le ministre porte le titre de ministre fédéral des Affaires étrangères (der Bundesminister des Auswärtigen, ou plus couramment der Außenminister). Il est assisté :
- de deux ministres d’État (Staatsministern im Auswärtigen Amt)[1], dont un ministre d’État pour l’Europe (Staatsminister für Europa) ;
- de deux secrétaires d’État (Staatssekretäre im Auswärtigen Amt).

## Histoire

### Création

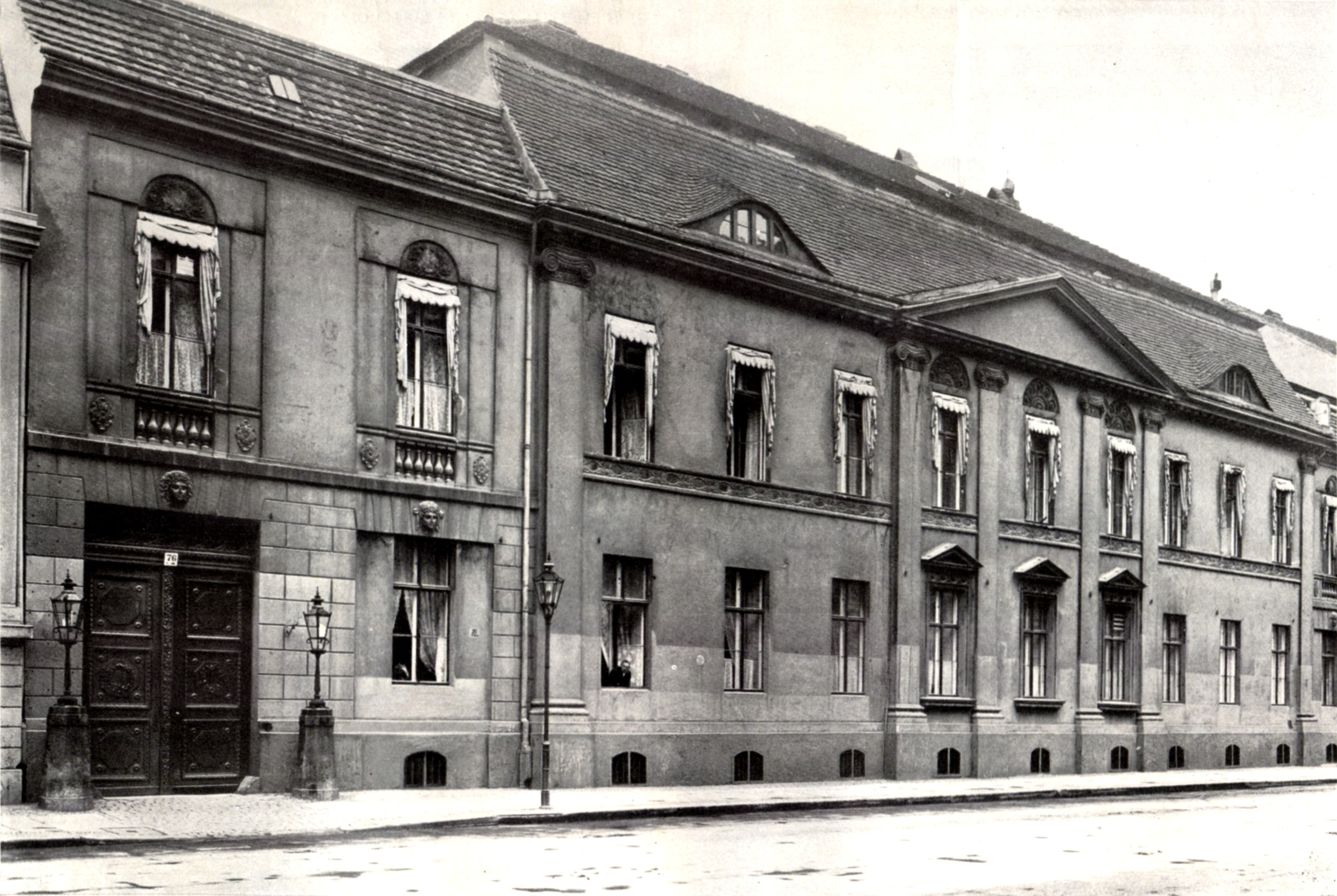
Le siège de l'office des Affaires étrangères au no 76 de la Wilhelmstraße (cliché vers 1880).

L’office est constitué en 1870 comme un ministère de la confédération de l'Allemagne du Nord, dirigé par le secrétaire d’État aux Affaires étrangères (Außenstaatssekretär) ; sa compétence est élargie en 1871 au nouveau Reich allemand. Il s'agit alors d’une administration impériale (Reichsbehörde), qui n’est pas dirigée par un « ministre », mais qui est responsable devant le chancelier impérial : Otto von Bismarck est en effet déterminé à garder la haute main sur la politique extérieure. Finalement, l’organisme a gardé ce nom (« Auswärtiges Amt ») jusqu’à nos jours, bien qu’il soit de facto devenu ultérieurement un ministère, notamment dès l'époque de la république de Weimar en 1919.

### Empire
Sous l’Empire, l’office s’installe aux nos 74-76 de la Wilhelmstraße, à Berlin-Mitte, avenue qui accueille également d’autres ministères. À l’époque bismarckienne, il est organisé en deux sections :
- la « section I » s’occupe des questions politiques et des relations avec les gouvernements étrangers ; à sa tête est placé le secrétaire d’État, assisté d’un sous-secrétaire d’État ;
- la « section II » s’occupe des affaires commerciales, juridiques, consulaires, artistiques et scientifiques, de la situation des sujets allemands à l’étranger et des migrations ; à sa tête est placé le directeur de l’office.

Bien que l’Office soit responsable de la politique étrangère de l’Empire, les États fédérés gardent alors suffisamment de marge de manœuvre pour gérer leurs propres relations diplomatiques.
L’habileté diplomatique de Bismarck donne vite à « la Wilhelmstraße » une bonne réputation dans les relations diplomatiques. Après son retrait, l’empereur Guillaume II joue un rôle accru dans la conduite de la politique étrangère ; l’office occupe cependant une fonction assez importante pour rester au cœur du dispositif diplomatique et éventuellement faire sentir son opposition aux revirements de l’empereur.
En 1885, les affaires juridiques sont transférées à une « section III » ou « section juridique » (Rechtsabteilung). En 1890, une section coloniale (Kolonialabteilung) est créée, qui devient en 1907 l’office impérial des Colonies (Reichskolonialamt). En 1915, une « section IV », chargée de la transmission des dépêches, est créée.

### République de Weimar
La république de Weimar donne à l’office le statut d’un ministère, tout en maintenant son titre (en allemand : Auswärtiges Amt), et à son responsable le titre de ministre des Affaires étrangères du Reich. Le Reich assure la pleine responsabilité de la politique extérieure, et les services doivent être réorganisés.
Walther Rathenau est brièvement ministre en 1922 avant d’être assassiné. Gustav Stresemann est ministre d’août 1923 à octobre 1929, et s’inscrit par bien des aspects dans la tradition de Bismarck.

### Troisième Reich
Les nazis prennent le contrôle du ministère en arrivant au pouvoir. Konstantin von Neurath puis Joachim von Ribbentrop occupent à eux deux ce poste pendant la quasi-totalité de la durée du régime hitlérien (de janvier 1933 à mai 1945) ; deux ministres se succèdent en mai 1945 sur les derniers jours du régime : Arthur Seyss-Inquart et Lutz Schwerin von Krosigk.

### République fédérale
En 1949, les Länder de l’Ouest se constituent en République fédérale, mais au regard du statut d'occupation, le pays ne pouvait jusqu'ici disposer de diplomatie souveraine. L'Allemagne ne recouvrera sa souveraineté diplomatique que le 6 mars 1951. L’office des Affaires étrangères créé à ce moment-là et officiellement transféré le 15 mars suivant dans la nouvelle capitale, Bonn.
Konrad Adenauer cumule alors pendant plus de quatre ans sa fonction de chancelier fédéral et avec celle de ministre des Affaires étrangères.
Le maintien du nom indique que la République fédérale d’Allemagne déclare prendre la suite du Reich allemand — le nom officiel de l’Allemagne jusqu’en 1945 — en assumant toute la responsabilité de ses actions commises, contrairement à la République démocratique allemande (RDA) qui se considère comme créée ex nihilo, et qui constitua son propre ministère des Affaires étrangères (Ministerium für auswärtige Angelegenheiten).

### Réunification

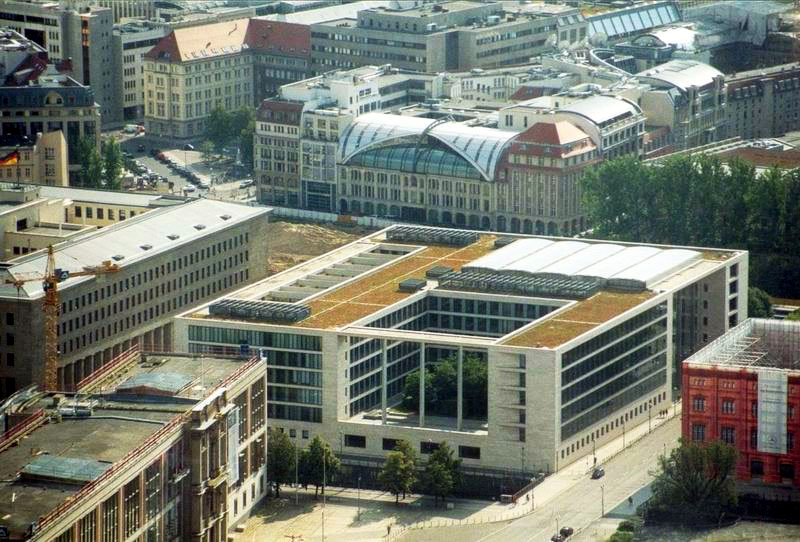
La maison du Werderscher Markt, siège principal de l’office des Affaires étrangères à Berlin. Le premier bloc, à gauche, date des années 1930, et le deuxième, à droite, lui a été ajouté dans les années 1990.

Après la chute du mur de Berlin, l’office établit son siège principal dans la maison du Werderscher Markt, siège de la Reichsbank jusqu'en 1945 et plus tard du comité central du SED (1959-1990). S'y ajoutent un nouveau bâtiment achevé en 1999 sur le terrain voisin au nord et, au sud-est, d'autres bâtiments de service dans le même bloc de rues. À Berlin, la relève est formée à l'Académie du service extérieur, qui dépend de la division centrale.
Le second siège du ministère des Affaires étrangères se trouve dans l'ancien siège principal de la Adenauerallee à Bonn. Le siège dans la ville fédérale est principalement responsable du fonctionnement régulier des technologies de l'information, et moins des tâches dans le domaine diplomatique. Il y a également un bureau de liaison pour les organisations internationales en Allemagne, en particulier pour les organisations des Nations unies à Bonn.

### Ministres
| Nom | Nom                                                 | Dates du mandat | Dates du mandat | Parti  | Cabinet                         |
| --- | --------------------------------------------------- | --------------- | --------------- | ------ | ------------------------------- |
|     | Konrad Adenauer Chancelier fédéral                  | 15/03/1951      | 06/06/1955      | CDU    | Adenauer I et II                |
|     | Heinrich von Brentano                               | 06/06/1955      | 17/10/1961      | CDU    | Adenauer II et III              |
|     | Gerhard Schröder                                    | 14/11/1961      | 30/11/1966      | CDU    | Adenauer IV et V Erhard I et II |
|     | Willy Brandt Vice-chancelier                        | 01/12/1966      | 20/10/1969      | SPD    | Kiesinger                       |
|     | Walter Scheel Vice-chancelier                       | 22/10/1969      | 15/05/1974      | FDP    | Brandt I et II                  |
|     | Hans-Dietrich Genscher Vice-chancelier              | 17/05/1974      | 17/09/1982      | FDP    | Schmidt I, II et III            |
|     | Helmut Schmidt (intérim) Chancelier fédéral         | 17/09/1982      | 01/10/1982      | SPD    | Schmidt III                     |
|     | Hans-Dietrich Genscher Vice-chancelier              | 04/10/1982      | 17/05/1992      | FDP    | Kohl I, II, III et IV           |
|     | Klaus Kinkel Vice-chancelier (1993-1998)            | 18/05/1992      | 26/10/1998      | FDP    | Kohl IV et V                    |
|     | Joschka Fischer Vice-chancelier                     | 27/10/1998      | 22/11/2005      | Grünen | Schröder I et II                |
|     | Frank-Walter Steinmeier Vice-chancelier (2007-2009) | 22/11/2005      | 27/10/2009      | SPD    | Merkel I                        |
|     | Guido Westerwelle Vice-chancelier (2009-2011)       | 28/10/2009      | 17/12/2013      | FDP    | Merkel II                       |
|     | Frank-Walter Steinmeier                             | 17/12/2013      | 27/01/2017      | SPD    | Merkel III                      |
|     | Sigmar Gabriel Vice-chancelier                      | 27/01/2017      | 14/03/2018      | SPD    | Merkel III                      |
|     | Heiko Maas                                          | 14/03/2018      | 08/12/2021      | SPD    | Merkel IV                       |
|     | Annalena Baerbock                                   | 08/12/2021      | 06/05/2025      | Grünen | Scholz                          |
|     | Johann Wadephul                                     | 06/05/2025      | En cours        | CDU    | Merz                            |